# Loi sur la protection des renseignements personnels
Pour les articles homonymes, voir Loi sur la protection des renseignements personnels (homonymie).
La Loi sur la protection des renseignements personnels (anglais : Privacy Act) est une loi fédérale canadienne, entrée en vigueur le 1er juillet 1983, qui impose des obligations à quelque 250 ministères et organismes fédéraux en matière de respect des droits à la vie privée en limitant la collecte, l'utilisation et la communication de renseignements personnels. Elle confère aux particuliers le droit d'avoir accès aux renseignements personnels les concernant qui sont détenus par des organisations fédérales et à demander qu'ils soient corrigés. Elle est à distinguer de la Loi sur la protection des renseignements personnels et les documents électroniques. 
Aspects principaux de la loi :
- Les seuls renseignements personnels que peut recueillir une institution fédérale sont ceux qui ont un lien direct avec ses programmes ou ses activités.
- L'institution est tenue d’informer l’individu auprès de qui elle recueille des renseignements personnels des fins auxquelles ils sont destinés.
- L'institution doit veiller, dans la mesure du possible, à ce que les renseignements personnels qu’elle utilise à des fins administratives soient à jour, exacts et complets.
- L'institution procède au retrait des renseignements personnels de son ressort conformément aux règlements, instructions ou directives du ministre désigné.
- Sauf exception, les renseignements personnels qui relèvent d’une institution fédérale ne peuvent être communiqués sans le consentement de l’individu qu’ils concernent.
- Tout citoyen canadien et tout résident permanent a le droit de se faire communiquer les renseignements personnels le concernant et relevant d’une institution fédérale, dans la mesure où il peut fournir sur leur localisation des indications suffisamment précises pour que l’institution fédérale puisse les retrouver sans trop de difficulté.
- Le Commissaire à la protection de la vie privée du Canada reçoit les plaintes et mène des enquêtes sur celles-ci, y inclus les cas où un individu s'est fait refuser l'accès à son dossier par une institution gouvernementale.